# Liste des décorations civiles
La liste des décorations civiles regroupe les distinctions décernées par les différents États du monde.
Les ordres et médailles ci-dessous sont classées par ordre de préséance.

## Australie
| Ruban | Ordre             | Création |
| ----- | ----------------- | -------- |
|       | Ordre d'Australie | 1975     |

## Bénin

### Ordres
| Ruban | Ordre                    | Création             | Éligibilité          | Statut           |
| ----- | ------------------------ | -------------------- | -------------------- | ---------------- |
|       | Ordre national du Bénin  | 1960 par Hubert Maga | Civils et militaires | Toujours décerné |
|       | Ordre du Mérite du Bénin | 1961 par Hubert Maga | Civils et militaires | Toujours décerné |
|       | Ordre du Mérite social   | 1962 par Hubert Maga | Civils               | Toujours décerné |
|       | Ordre du Mérite agricole | 1962 par Hubert Maga | Civils               | Toujours décerné |

### Décorations et médailles
| Ruban | Décoration                                   | Éligibilité | Statut           |
| ----- | -------------------------------------------- | ----------- | ---------------- |
|       | Médaille d'honneur de la Police républicaine | Civils      | Toujours décerné |
|       | Médaille d'honneur des douanes               | Civils      | Toujours décerné |

## Canada

### Ordres
| Ruban | Ordre                               | Fondation                      | Observations                                       |
| ----- | ----------------------------------- | ------------------------------ | -------------------------------------------------- |
|       | Ordre du Mérite                     | 1909 par le roi Édouard VII    | Distinction du Royaume-Uni et du Commonwealth      |
|       | Ordre du Canada                     | 1967 par la reine Élisabeth II |                                                    |
|       | Ordre du mérite des corps policiers | 2000 par la reine Élisabeth II | Remis aux membres des forces de police canadiennes |

### Décorations et médailles
| Ruban | Décoration                                              | Création | Type                                |
| ----- | ------------------------------------------------------- | -------- | ----------------------------------- |
|       | Croix de la Vaillance Cross of Valour                   | 1972     | Décoration de courage               |
|       | Croix du service méritoire Meritorious Service Cross    | 1991     | Décoration pour services méritoires |
|       | Médaille du service méritoire Meritorious Service Medal | 1991     | Décoration pour services méritoires |
|       | Étoile du courage Star of Courage                       | 1972     | Décoration de courage               |
|       | Médaille de la bravoure Medal of Bravery                | 1972     | Décoration de courage               |

## France

### Ordres
| Ruban | Ordre                                 | Création                      | Caractéristique     | Éligibilité          |
| ----- | ------------------------------------- | ----------------------------- | ------------------- | -------------------- |
|       | Ordre national de la Légion d'honneur | 1802 par Napoléon Ier         | Ordres nationaux    | Civils et militaires |
|       | Ordre de la Libération                | 1940 par le Général de Gaulle | Ordres nationaux    | Civils et militaires |
|       | Ordre national du Mérite              | 1963 par le Général de Gaulle | Ordres nationaux    | Civils et militaires |
|       | Ordre des Palmes académiques          | 1955 par Edgar Faure          | Ordres ministériels | Civils               |
|       | Ordre du Mérite agricole              | 1883 par Jules Méline         | Ordres ministériels | Civils               |
|       | Ordre du Mérite maritime              | 1905                          | Ordres ministériels | Civils               |
|       | Ordre des Arts et des Lettres         | 1957                          | Ordres ministériels | Civils               |

### Décorations et médailles
| Ruban | Décoration                                                          | Création |
| ----- | ------------------------------------------------------------------- | -------- |
|       | Médaille d'honneur pour acte de courage et de dévouement            | 1820     |
|       | Médaille d'honneur des PTT                                          | 1882     |
|       | Médaille d'honneur des eaux et forêts                               | 1883     |
|       | Médaille d'honneur des affaires étrangères                          | 1887     |
|       | Médaille d'honneur des douanes                                      | 1894     |
|       | Médaille d'honneur de l'administration pénitentiaire                | 1896     |
|       | Médaille d'honneur des travaux publics                              | 1897     |
|       | Médaille d'honneur des contributions indirectes                     | 1897     |
|       | Médaille d'honneur des sapeurs-pompiers                             | 1900     |
|       | Médaille d'honneur de la police nationale                           | 1903     |
|       | Médaille d'honneur des chemins de fer                               | 1913     |
|       | Médaille de la famille                                              | 1920     |
|       | Insigne des blessés civils                                          | 1920     |
|       | Médaille d'honneur de l'aéronautique                                | 1921     |
|       | Médaille d'honneur des sapeurs-pompiers pour services exceptionnels | 1922     |
|       | Médaille d'honneur des sociétés musicales et chorales               | 1924     |
|       | Médaille d’honneur de l’enseignement du 1er degré                   | 1930     |
|       | Médaille d'honneur régionale, départementale et communale           | 1945     |
|       | Médaille des mines                                                  | 1953     |
|       | Médaille d'honneur des transports routiers                          | 1957     |
|       | Médaille d'honneur du service de santé des armées                   | 1962     |
|       | Médaille de la jeunesse et des sports                               | 1969     |
|       | Médaille d'honneur du travail                                       | 1984     |
|       | Médaille d'honneur agricole                                         | 1984     |
|       | Médaille du tourisme                                                | 1989     |
|       | Médaille d'honneur de la protection judiciaire de la jeunesse       | 2007     |
|       | Médaille de la sécurité intérieure                                  | 2012     |
|       | Médaille d'honneur de l'engagement ultramarin                       | 2022     |

## Pays-Bas
| Ruban | Ordre                        | Création |
| ----- | ---------------------------- | -------- |
|       | Ordre militaire de Guillaume | 1815     |
|       | Ordre du Lion néerlandais    | 1815     |
|       | Ordre d'Orange-Nassau        | 1892     |

## Sénégal
| Ruban | Ordre                             | Création |
| ----- | --------------------------------- | -------- |
|       | Ordre national du Lion du Sénégal | 1960     |
|       | Ordre du Mérite                   | 1960     |

## Vatican
| Ruban | Ordre                                          | Création | Statut                             |
| ----- | ---------------------------------------------- | -------- | ---------------------------------- |
|       | Ordre du Christ                                | 1319     | Non décerné et aucun membre vivant |
|       | Ordre de l'Éperon d'or                         | 1905     | Non décerné et aucun membre vivant |
|       | Ordre de Pie IX                                | 1847     | Toujours décerné                   |
|       | Ordre de Saint-Grégoire-le-Grand               | 1831     | Toujours décerné                   |
|       | Ordre de Saint-Sylvestre                       | 1841     | Toujours décerné                   |
|       | Pro Ecclesia et Pontifice (Croix de l'Honneur) | 1888     | Toujours décerné                   |